# Belosynapsis epiphytica
Belosynapsis epiphytica är en himmelsblomsväxtart som först beskrevs av Ethelbert Blatter, och fick sitt nu gällande namn av Cecil Ernest Claude Fischer. Belosynapsis epiphytica ingår i släktet Belosynapsis och familjen himmelsblomsväxter. Inga underarter finns listade.